# Pico de Malpaso
El Pico de Malpaso es una elevación montañosa ubicada en la isla de El Hierro ―Canarias, España―, siendo su máxima altitud con 1500 m s. n. m.
Se encuentra en el centro de la isla, entre los municipios de Frontera y El Pinar de El Hierro.
En su cima se encuentra un mirador.

## Toponimia
La elevación es conocida también como Alto o Montaña de Malpaso, o simplemente como Malpaso.
Según el periodista herreño José Padrón Machín, el nombre de Malpaso proviene de un hecho acaecido durante una bajada de la virgen de los Reyes a finales del siglo XVIII. Durante el trayecto por la montaña uno de los hombres que cargaban a la imagen dio un mal paso, con riesgo de que la talla cayera al suelo, quedando fijado así el topónimo.
Este mismo autor es quien indica el nombre aborigen de Tinganar para la montaña, voz que se ha popularizado en textos divulgativos modernos. Según Padrón esta sería la denominación que los aborígenes herreños le daban a la montaña antes de la conquista de la isla. Sin embargo, ni los estudios de rescate toponímico llevados a cabo en El Hierro ni los textos históricos corroboran este nombre.

## Características

### Geología
El Pico de Malpaso se sitúa en la cumbre central de la isla, sobre el valle de El Golfo. Su formación data del Pleistoceno, entre los 145 000 y 2500 años, componiéndose de coladas basálticas, traquibasálticas, basaníticas y tefríticas, cubiertas por mantos de lapilli.

### Vegetación
La vegetación de Malpaso se caracteriza por comunidades arbustivas de ajinajo (Echium aculeatum) y tomillo salvaje herreño (Micromeria hierrensis), que se desarrollan de manera natural sobre los campos de lapilli y arenas volcánicas de la isla. En las laderas septentrionales del pico en contacto con las brumas se desarrollan matorrales pertenecientes al fayal de altitud herreño, dominado por la haya (Morella faya) y el brezo (Erica canariensis), pudiéndose encontrar ejemplares de la bencomia herreña (Bencomia sphaerocarpa), especie en peligro de extinción.